# Rougefay
Rougefay és un municipi francès situat al departament del Pas de Calais i a la regió dels Alts de França. L'any 2007 tenia 103 habitants.

## Demografia

### Població
El 2007 la població de fet de Rougefay era de 103 persones. Hi havia 39 famílies de les quals 4 eren unipersonals (4 homes vivint sols), 26 parelles sense fills i 9 parelles amb fills.
La població ha evolucionat segons el següent gràfic:
Habitants censats

### Habitatges
El 2007 hi havia 54 habitatges, 42 eren l'habitatge principal de la família, 11 eren segones residències i 1 estava desocupat. Tots els 54 habitatges eren cases. Dels 42 habitatges principals, 35 estaven ocupats pels seus propietaris, 6 estaven llogats i ocupats pels llogaters i 1 estava cedit a títol gratuït; 1 tenia tres cambres, 12 en tenien quatre i 29 en tenien cinc o més. 33 habitatges disposaven pel capbaix d'una plaça de pàrquing. A 18 habitatges hi havia un automòbil i a 18 n'hi havia dos o més.

### Piràmide de població
La piràmide de població per edats i sexe el 2009 era:
| Homes | Edats   | Dones |
| ----- | ------- | ----- |
| 0     | 95 o +  | 0     |
| 0     | 90 a 94 | 0     |
| 0     | 85 a 89 | 0     |
| 0     | 80 a 84 | 0     |
| 8     | 75 a 79 | 8     |
| 8     | 70 a 74 | 0     |
| 4     | 65 a 69 | 4     |
| 4     | 60 a 64 | 8     |
| 4     | 55 a 59 | 0     |
| 4     | 50 a 54 | 4     |
| 4     | 45 a 49 | 4     |
| 4     | 40 a 44 | 0     |
| 4     | 35 a 39 | 8     |
| 8     | 30 a 34 | 4     |
| 0     | 25 a 29 | 8     |
| 0     | 20 a 24 | 4     |
| 0     | 15 a 19 | 0     |
| 4     | 10 a 14 | 0     |
| 0     | 5 a 9   | 4     |
| 4     | 0 a 4   | 0     |

## Economia
El 2007 la població en edat de treballar era de 57 persones, 37 eren actives i 20 eren inactives. De les 37 persones actives 36 estaven ocupades (19 homes i 17 dones) i 1 aturada (1 dona i 1 dona). De les 20 persones inactives 8 estaven jubilades, 4 estaven estudiant i 8 estaven classificades com a «altres inactius».
Activitats econòmiques
Dels 3 establiments que hi havia el 2007, 1 era d'una empresa de fabricació d'altres productes industrials, 1 d'una empresa de serveis i 1 d'una empresa classificada com a «altres activitats de serveis».
L'any 2000 a Rougefay hi havia 10 explotacions agrícoles.

## Poblacions més properes
El següent diagrama mostra les poblacions més properes.